# Lončanik
Lončanik (en serbe cyrillique : Лончаник) est un village de Serbie situé dans la municipalité d’Ub, district de Kolubara. Au recensement de 2011, il comptait 465 habitants.

## Démographie

### Évolution historique de la population
| 1948 | 1953 | 1961 | 1971 | 1981 | 1991 | 2002 | 2011 |
| ---- | ---- | ---- | ---- | ---- | ---- | ---- | ---- |
| 667  | 673  | 673  | 658  | 603  | 593  | 551  | 465  |

|  |